# Malá Čierna
Malá Čierna este o comună slovacă, aflată în districtul Žilina din regiunea Žilina, pe malul râului Q12767247⁠(d). Localitatea se află la altitudinea de 530 m deasupra n.m., se întinde pe o suprafață de 4,26 km2 și în 2017 număra 351 de locuitori.

## Istoric
Localitatea Malá Čierna este atestată documentar din 1471.

## Demografie
| An:                | 1994 | 2004   | 2014   | 2024   |
| ------------------ | ---- | ------ | ------ | ------ |
| Număr de persoane: | 307  | 333    | 366    | 335    |
| Diferență:         |      | +8,46% | +9,90% | −8,46% |

| An:                | 2023 | 2024   |
| ------------------ | ---- | ------ |
| Număr de persoane: | 322  | 335    |
| Diferență:         |      | +4,03% |